# Carl Peter Wilhelm Gramberg
Pour l’article homonyme, voir Metta Gramberg.
Carl Peter Wilhelm Gramberg (né le 24 septembre 1797 à Seefeld, mort le 29 mars 1830 à Züllichau) est un bibliste et pédagogue allemand.

## Biographie
Gramberg est le fils d'un prédicateur, mais est orphelin tôt. Il étudie à l'ancien lycée d'Oldenbourg (de) puis étudie la théologie et les langues orientales en 1816 à l'université de Halle. Il est alors sous l'influence de Wilhelm Gesenius et de Julius August Ludwig Wegscheider (de). Après ses études, il est d'abord devenu tuteur privé, puis enseignant public à Oldenbourg.
Gramberg reçoit en 1822 une proposition d'enseignant principal au pédagogue à Züllichau. Peu de temps avant d'occuper ce poste, il obtient le doctorat. En plus de son enseignement, il se consacre au travail littéraire afin de préparer sa carrière universitaire qu'il ne peut pas accomplir à cause de sa mort précoce.
Son œuvre Libri Geneseos secundum fontes rite dignoscendos adumbratio nova parue en 1828 est mise l'année suivante par la Congrégation pour la doctrine de la foi dans l’Index librorum prohibitorum.